# Entfernte Stimmen – Stilleben
Entfernte Stimmen – Stilleben (Originaltitel Distant Voices, Still Lives) ist ein britisches Filmdrama von Terence Davies aus dem Jahr 1988. Der Film spielt im britischen Arbeitermilieu der 1940er- und 1950er-Jahre, basierend auf eigenen Jugenderinnerungen des Regisseurs. Vielen Filmkritikern gilt Distant Voices, Still Lives inzwischen als einer der besten englischen Filme. Auf der Liste der 100 besten britischen Filme, die das Magazin Empire 2016 veröffentlichte, rangiert er auf Platz 13.

## Handlung
Der Film erzählt impressionistisch in Erinnerungsmontagen das Leben einer katholischen Arbeiterfamilie im Liverpool der 1940er- und 1950er-Jahre, wobei auch der gesellschaftliche Wandel Großbritanniens im Großen eine Rolle spielt. Die Erzählweise des Filmes ist nicht chronologisch und linear, sondern funktioniert assoziativ und zyklisch: Die Figuren erinnern sich beispielsweise an ein Ereignis aus der Vergangenheit, das anschließend gezeigt wird. Immer wieder wird dabei auch deutlich, welchen Einfluss populäre Musik, Hollywood-Filme und Nachbarschaftsfeste auf das Leben der Arbeiterfamilie haben.
In dem ersten Teil Distant Voices wird die schwierige Beziehung des gewalttätigen Vaters Tommy zu seiner Familie präsentiert. Tommy, ein harter Trinker, ist unberechenbar in seinem Verhalten und schlägt in Wutanfällen seine Ehefrau sowie die gemeinsamen Kinder Eileen, Tony und Maisie. In einigen Momenten zeigt er eine zartere Seite, von der die Kinder allerdings wenig mitbekommen – etwa wenn sie schlafend im Bett liegen und der Vater zu ihnen ins Zimmer kommt. Gezeigt werden auch der Zweite Weltkrieg und die Luftangriffe der Deutschen, wobei die Kinder einmal beinahe ums Leben kommen. Gegen Ende des Krieges wird der junge Tony als Soldat eingezogen und lehnt sich gegen den Vater auf, er zerschlägt mit blutigen Händen die Fensterscheiben des Hauses. Auch die erwachsen werdenden Töchter versuchen ihre Mutter zu unterstützen, soweit es möglich ist. Schließlich erkrankt der Vater und wird ins Krankenhaus eingeliefert. Er entlässt sich selbst und kehrt entkräftet zu seiner Familie zurück, stirbt aber wenig später. Weitere Szenen, die mit den Szenen mit dem Vater verwoben sind, spielen auf der ein paar Jahre nach seinem Tod stattfindenden Hochzeit von Eileen. Trotz des schwierigen Verhältnisses zu ihrem Vater weint sie, da der auf ihrer Hochzeit nicht mehr dabei sein und sie an den Traualtar führen kann.
Der zweite Teil Still Lives spielt einige Zeit später in den 1950er-Jahren. Eileen und ihr Ehemann Dave haben inzwischen ein Kind bekommen. Maisie heiratet wenig später George und zieht, da sie kein Haus finden können, mit ihrem Mann zu ihrer Großmutter. Auch Maisies Freundinnen Micky und Jingles heiraten langjährige Bekannte. Die Ehen sind nicht alle glücklich und bei einigen deutet sich Gewalt an – so verlangt Jingles’ Ehemann eines Abends im örtlichen Pub lautstark, dass seine Frau unbedingt mit ihm nach Hause gehen solle und nicht länger bleiben solle. Die Mutter hält, obwohl ihre Kinder nach und nach das Haus verlassen, die Familie zusammen und es kommt zu fröhlichen Familien- und Nachbarschaftsfesten. Musik funktioniert dabei als Mittel zur Versöhnung und als gemeinsame Unterhaltung. Als Eileen und Maisie den Film Alle Herrlichkeit auf Erden nichtsahnend im Kino schauen, kommt es zu einem Unfall auf der Baustelle, bei dem Tony und George schwer verletzt werden. Die Familie versammelt sich und unterstützt die beiden bei ihrer Genesung. Der Film endet mit der Hochzeit von Tony und seiner Braut Rose.

## Produktionshintergrund
Terence Davies hatte sich bereits in seinen Kurzfilmen Children (1976), Madonna and Child (1980) und Death and Transfiguration (1983) mit seiner Jugend auseinandergesetzt. Auch Distant Voices, Still Lives, sein Spielfilmdebüt, sowie der spätere Film The Long Day Closes (1992) basieren stark auf seinen autobiografischen Erinnerungen. So habe sein Vater in seiner Gegenwart, als er fünf gewesen sei, seiner Mutter gedroht, die Hand abzuschlagen. Gewalt kam in der Familie von Davies bis zu dem Tod des Vaters ständig vor. Davies gab in einem Interview an, dass es ihm wegen der autobiografischen Elemente des Films noch immer schwierig falle, die Filme zu sehen, da dieser für ihn sehr emotional und schmerzhaft sei. Er habe die Gewalttätigkeit des Vaters im Vergleich zu den Vorkommnissen für den Film sogar noch herabgestuft, da ihm sonst kein Zuschauer den autobiografischen Hintergrund geglaubt hätte, äußerte Davies später. Auch die wichtige Rolle von Gesangsliedern für die aus der Arbeiterklasse kommenden Figuren im Film ist autobiografisch inspiriert.
Ursprünglich hatte Davies bei seinen Dreharbeiten zu Distant Voices geplant, diesen als nur 40-minütigen Film zu veröffentlichen. Davies entschied sich allerdings dagegen und drehte zwei Jahre später den zweiten Teil Still Lives, in dem das langsam glücklicher werdende Zusammenleben der Familie nach dem Tod des Vaters gezeigt wird. Er veröffentlichte die beiden etwa gleich langen Teile gemeinsam als fast 90-minütigen Spielfilm. Finanziert wurde der Film wie bereits die vorherigen Projekte von Davies mit Geldern des British Film Institute.
Da Davies nur ein geringes Budget zur Verfügung stand, waren viele der Schauspieler weitgehend unbekannt. Freda Dowie, die in der zentralen Rolle der Mutter besetzt wurde, war beispielsweise zuvor in Opferrollen in einer Reihe von Fernsehserien zu sehen. Für Pete Postlethwaite war die Rolle des Vaters sein erster bedeutender Filmauftritt, nachdem er zuvor lange nur kleine Film- und Fernsehrollen gespielt hatte. Er schaffte später den Durchbruch zum international bekannten Charakterdarsteller.

## Auszeichnungen
Bei den Internationalen Filmfestspielen von Cannes 1988 gewann Davies mit dem Film einen FIPRESCI-Preis. Bei dem Europäischen Filmpreis war Distant Voices, Still Lives in fünf Kategorien nominiert, darunter Bester Film und Beste Regie, ging aber in allen Kategorien leer aus.
1990 holte Distant Voices, Still Lives den Preis als „Film des Jahres“ bei dem London Critics’ Circle. Gemeinsam mit Claude Chabrols Eine Frauensache wurde Distant Voices, Still Lives als Bester fremdsprachiger Film bei den Los Angeles Film Critics Association Awards ausgezeichnet. Er gewann den „großen Preis“ der Union de la critique de cinéma, der offiziellen Organisation von belgischen Filmkritikern, für das Jahr 1990. Er gewann außerdem den norwegischen Filmpreis Amanda als Bester ausländischer Film. 1999 wählte ihn das British Film Institute auf Platz 82 in ihrer Liste der besten britischen Filme aller Zeiten.
Bei einer Umfrage des renommierten Filmmagazins Time Out unter insgesamt 150 britischen Filmexperten nach dem „besten britischen Film aller Zeiten“ wurde Distant Voices, Still Lives im Jahr 2011 auf Platz 3 gewählt. Vor ihm rangierten in der Umfrage nur Wenn die Gondeln Trauer tragen (Platz 1) und Der dritte Mann (Platz 2). Bei den Umfragen nach dem „besten Film aller Zeiten“ durch die Filmzeitschrift Sight & Sound wurde Distant Voices, Still Lives 2012 von elf teilnehmenden Kritikern sowie dem Regisseur Carlos Reygadas in ihre persönliche Top Ten der besten Filme aufgenommen – damit rangiert der Film insgesamt auf dem 154. Platz bei der Sight & Sound-Kritikerumfrage.

## Kritiken
Die Kritiken für Distant Voices, Still Lives waren zum großen Teil positiv. Der Spiegel schrieb in seiner Kritik vom 27. November 1988, Terence Davies beschwöre „mit unbeirrbarer Geduld und Genauigkeit Bilder aus der Kindheit“ herauf: „Arbeiterklasse, Liverpool an der Schwelle der fünfziger Jahre, die Enge einer rußgeschwärzten Backstein-Häuserzeile, Sonntagnachmittags-Wunschkonzert, stumpfe Gesichter, katholischer Mief, grau über allem der Mehltau der Kümmerlichkeit.“ Davies Werke seien „Erinnerungsarbeit in Miniaturen, eine Filmkunst, die stets nach den kleinsten und einfachsten Mitteln sucht, alle Magie, alles Gefühl, alle schmerzende Wahrhaftigkeit im Detail. Wer will, mag dabei an Bresson denken; es sind Bilder, die für immer bannen wollen, was sie zeigen.“
Der Filmdienst urteilte zu dem Film: „In einer Vielzahl eigenständiger, klar voneinander getrennter Szenen erinnert sich Terence Davies seiner eigenen proletarischen Herkunft und liefert gleichzeitig ein Soziogramm der englischen Arbeiterschaft der 40er und 50er Jahre. Ein formal radikaler Film, der die Musik der damaligen Zeit als verbindendes und strukturierendes Motiv einsetzt. Sowohl ein therapeutisches Dokument als auch ein Porträt einer so nicht mehr existierenden Arbeiterklasse.“
Rüdiger Sturm schrieb 2001 in Die Welt, Davies habe in seinen autobiografischen Filmen eine „Ästhetik der Erinnerung“ geschaffen, die sich in „geradezu hypnotischer Schönheit“ entfalte. „In einem assoziativen Bewusstseinsstrom, von keiner linearen Erzählung eingepfercht, sind Szenen vom Leben einer englischen Arbeiterfamilie aneinander gereiht. Eine Folge, die sich an der Struktur des Gedächtnisses orientiert, das eben keine geradlinigen Abläufe kennt. In langen Einstellungen, meist statisch, gelegentlich sanft schwenkend oder langsam fahrend, zeigt die Kamera Personen, Straßen und Interieurs, die malerisch ausgeleuchtet sind. Diese Bilder werden von einer subtilen Dynamik durchzogen, so dass die Filme trotz ihrer formalen Schnörkellosigkeit mitunter eine beinah rauschhafte Wirkung bekommen.“